# Troféu HQ Mix de melhor publicação de caricaturas
Publicação de caricaturas foi uma das categorias do Troféu HQ Mix, premiação brasileira dedicada aos quadrinhos que é realizada pela Associação dos Cartunistas do Brasil (ACB) e pelo Instituto do Memorial das Artes Gráficas do Brasil (IMAG) desde 1989.

## História
Em 1993, o Troféu HQ Mix ampliou seu escopo, inicialmente voltado primordialmente aos quadrinhos, com a categoria "Livro de charges", destinada a premiar publicações com coletâneas de charges. No ano seguinte, em 1994, passou a existir também a categoria "Livro de cartuns". Por fim, em 1998, foi criada a categoria "Livro de caricaturas", completando as três principais vertentes do humor gráfico.
Em 2004, as categorias passaram a se chamar, respectivamente, "Publicação de charges", "Publicação de cartuns" e "Publicação de caricaturas" (sendo que esta última apenas mudou oficialmente de nome em 2008 porque não foi realizada entre 2004 e 2007).
Em 2012, as três categorias foram mescladas em "Publicação de humor gráfico", com o mesmo objetivo, mas sem fazer distinção entre as três modalidades de humor gráfico. Os vencedores são escolhidos por votação entre profissionais da área (roteiristas, desenhistas, jornalistas, editores, pesquisadores etc.) a partir de uma lista de sete indicados elaborada pela comissão organizadora do evento (com exceção de 2010, em que as vencedoras das então três categorias foram escolhidas pela comissão e pelo júri, e entre 2008 e 2011, quando as vencedoras da categoria "Publicação de caricaturas" foram também escolhidas pela comissão e pelo júri).
Após reformulação que excluiu as categorias voltadas ao humor gráfico, em 2016 esta categoria foi premiada pela última vez.

## Vencedores e indicados
| Ano  | Obra                                                  | Autor(es)                            | Editora        | Outros indicados                          | Notas        |
| ---- | ----------------------------------------------------- | ------------------------------------ | -------------- | ----------------------------------------- | ------------ |
| 1998 | Quem é Sábat?                                         | Sábat                                | Paz e Terra    |                                           | [ 1 ]        |
| 1999 | Fatores de risco - coletânea de charges e caricaturas | Erthal                               | Ediouro        |                                           | [ 1 ]        |
| 2000 | Sem perder a linha                                    | Fausto                               | Diário Popular |                                           | [ 8 ]        |
| 2002 | O poder sem pudor                                     | Cláudio Humberto e Osvaldo Pavanelli | Geração        |                                           | [ 9 ]        |
| 2003 | Alfabeto literário                                    | Loredano                             | Capivara       |                                           | [ 10 ]       |
| 2008 | É mentira, Chico?                                     | Ziraldo                              | Resultado      | Eleito pela comissão e pelo júri especial | [ 3 ] [ 11 ] |
| 2010 | 50 razões para rir                                    | Toni D'Agostinho                     | Noovha América | Eleito pela comissão e pelo júri especial | [ 4 ]        |
| 2011 | Bravo! Literatura & Futebol                           | Ricardo Soares                       | Abril          | Eleito pela comissão e pelo júri especial | [ 5 ] [ 12 ] |